# Сальвітелле
Сальвітелле (італ. Salvitelle) — муніципалітет в Італії, у регіоні Кампанія,  провінція Салерно.
Сальвітелле розташоване на відстані близько 290 км на південний схід від Рима, 110 км на схід від Неаполя, 60 км на схід від Салерно.
Населення — 573 особи (2014).
Щорічний фестиваль відбувається 20 січня та останньої неділі серпня. Покровитель — San Sebastiano.

## Демографія
Населення за роками:

Станом на 1 січня 2023 року в муніципалітеті офіційно проживало 6 іноземців з 2 країн, серед них 6 громадян країн Євросоюзу.

## Сусідні муніципалітети
- Аулетта
- Буччино
- Каджано
- Романьяно-аль-Монте
- В'єтрі-ді-Потенца